# NGC 3412
NGC 3412 (другие обозначения — UGC 5952, MCG 2-28-16, ZWG 66.38, PGC 32508) — линзообразная галактика (SB0) в созвездии Лев.
Этот объект входит в число перечисленных в оригинальной редакции «Нового общего каталога».
Галактика имеет очень короткую перемычку, и её балдж концентрируется к центру.